# Duologi
En duologi, eller dilogi, er et sæt af to kunstværker, ofte en to-delt serie vedrørende litteratur eller film, som udvikler et enkelt tema over to værker.

## Eksempler

### Film
- Before Sunrise og Before Sunset med Ethan Hawke og Julie Delpy
- Filmene Flags of Our Fathers og Letters from Iwo Jima instrueret af Clint Eastwood
- Kill Bill Volume 1 og 2 af Quentin Tarantino
- "The French Connection" og "The French Connection II" med Gene Hackman